# Souvenir d'une marche boche
Souvenir d'une marche boche (Herinnering aan een moffenmars) (W29) is een compositie voor piano solo van Igor Stravinsky uit 1915. Het manuscript van de compositie werd in facsimile afgedrukt in Le Livre des Sans-Foyer, uitgegeven in Londen in 1916, en verkocht ten behoeve van Belgische weeskinderen.
Het manuscript is in de Library of Congress te Washington. Een kopie van het werk, niet in het handschrift van Stravinsky, maar wel door hem ondertekend en gedateerd, was in de verzameling van de componist.

## Oeuvre
Zie het Oeuvre van Igor Stravinsky voor een volledig overzicht van het werk van Stravinsky.

## Geselecteerde discografie
Souvenir d'une marche boche in 'Works for piano' uitgevoerd door Michel Béroff (EMI Classics 7243 5 86073 2 1)